# Lersjön
Lersjön er en sø beliggende i 135,90 m.o.h. i Värmlands län i Sverige, med Skillerälven som væsentligste tilløb og afløb. Søen er 3,6385 km² stor, og har en 18 meter gennemsnitlig dybde. Filipstad ligger syd for Lersjön og länsväg 246 kører langs søens østlige bred i nord-sydgående retning.